# Frailea
Frailea Britton & Rose, 1922 è un genere di piante della famiglia delle Cactacee. È l'unico genere della tribù Fraileeae B.P.R.Chéron, 2016.

## Tassonomia
Il genere comprende le seguenti specie:
- Frailea alexandri Metzing
- Frailea altasensis Prestlé
- Frailea amerhauseri Prestlé
- Frailea buenekeri W.R.Abraham
- Frailea castanea Backeb.
- Frailea cataphracta (Dams) Britton & Rose
- Frailea chiquitana Cárdenas
- Frailea curvispina Buining & Brederoo
- Frailea diersiana Schädlich
- Frailea erythracantha R.Pontes, A.S.Oliveira & Deble
- Frailea fulviseta Buining & Brederoo
- Frailea gracillima (Lem.) Britton & Rose
- Frailea mammifera Buining & Brederoo
- Frailea phaeodisca (Speg.) Backeb. & F.M.Knuth
- Frailea piltzii C.A.L.Bercht & Schädlich
- Frailea pumila (Lem.) Britton & Rose
- Frailea pygmaea (Speg.) Britton & Rose
- Frailea schilinzkyana (F.Haage ex K.Schum.) Britton & Rose
- Frailea stockingeri Prestlé

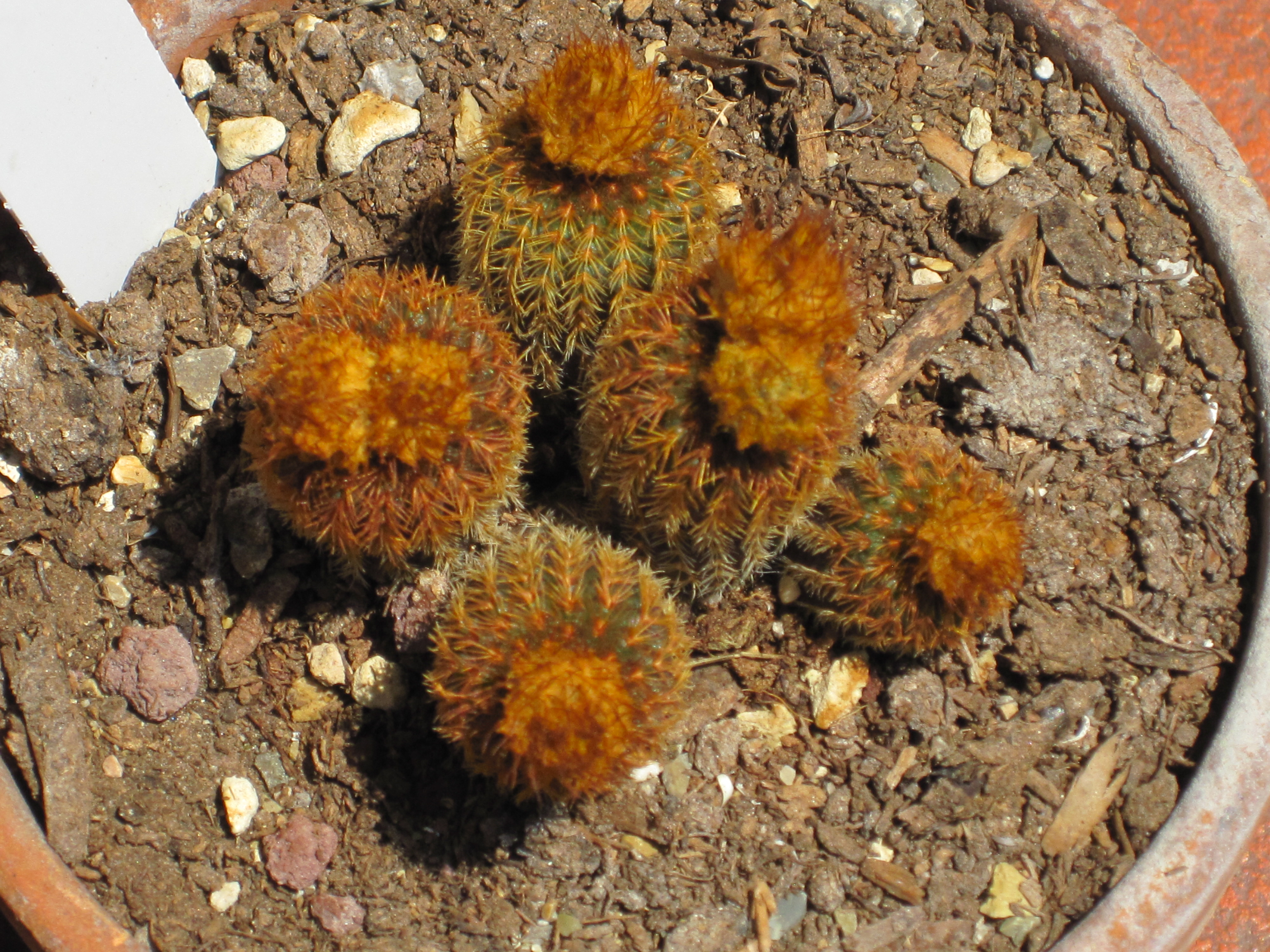
Frailea pygmaea var. aurea
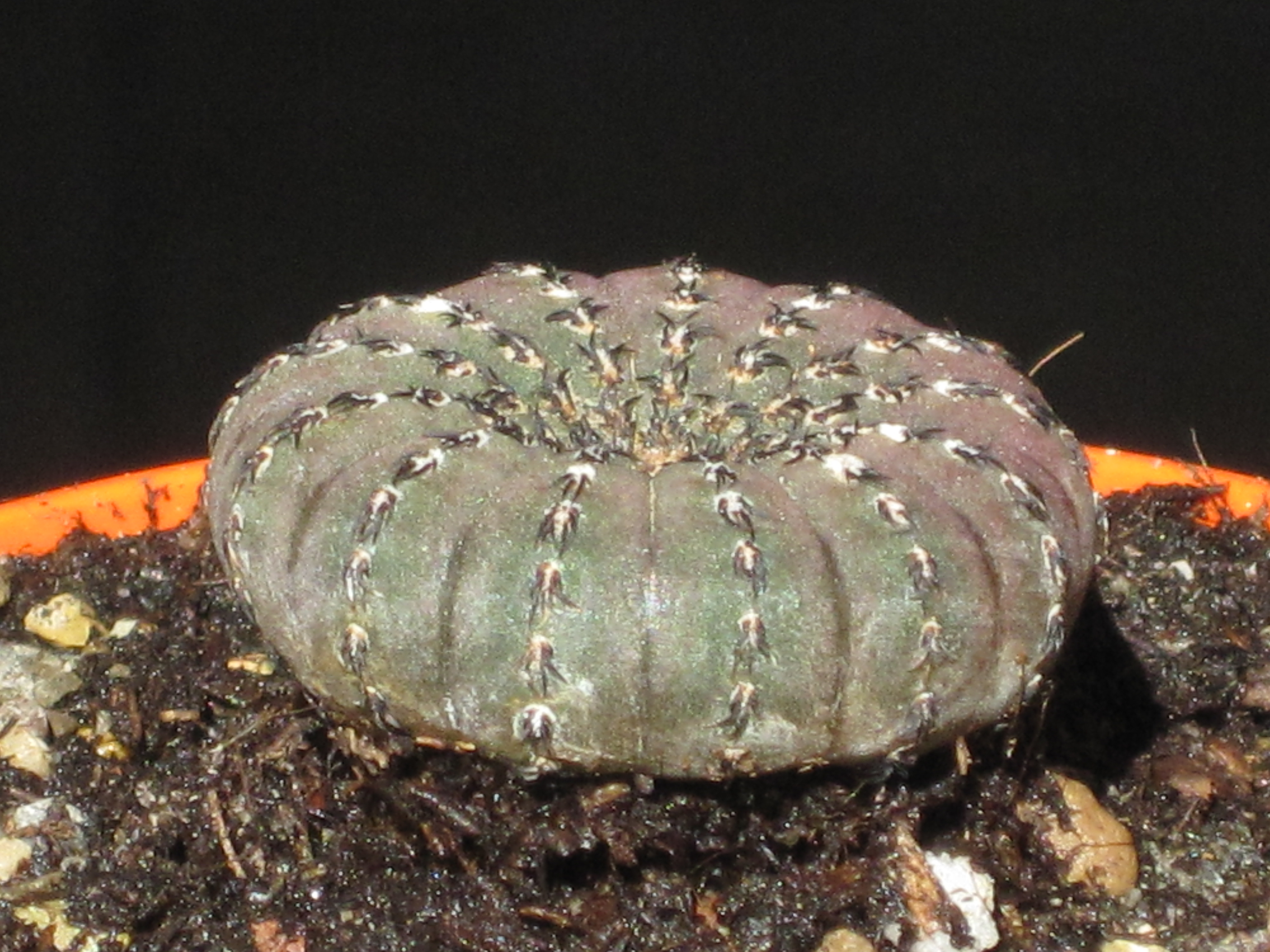
Frailea castanea
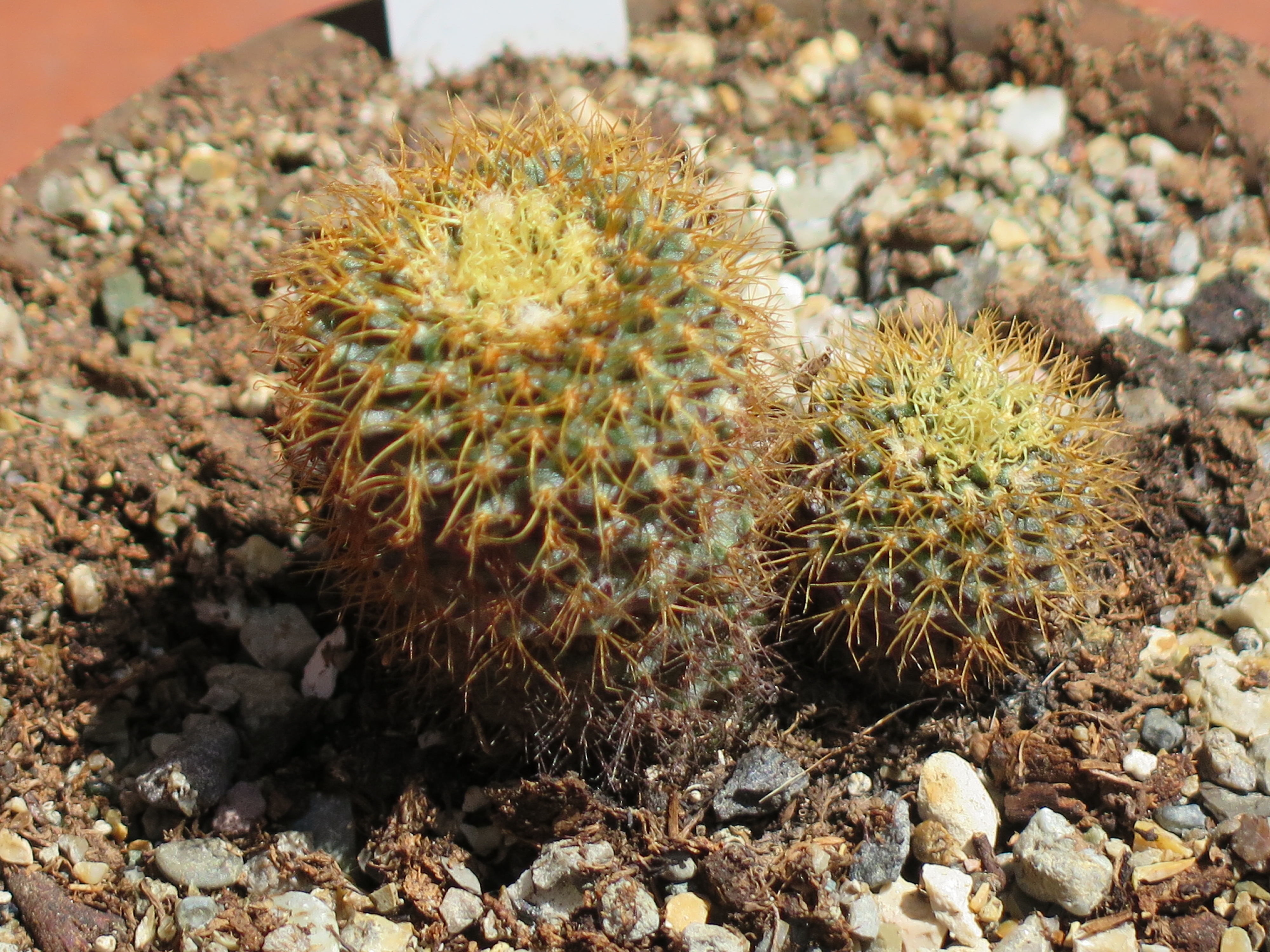
Frailea curvispina
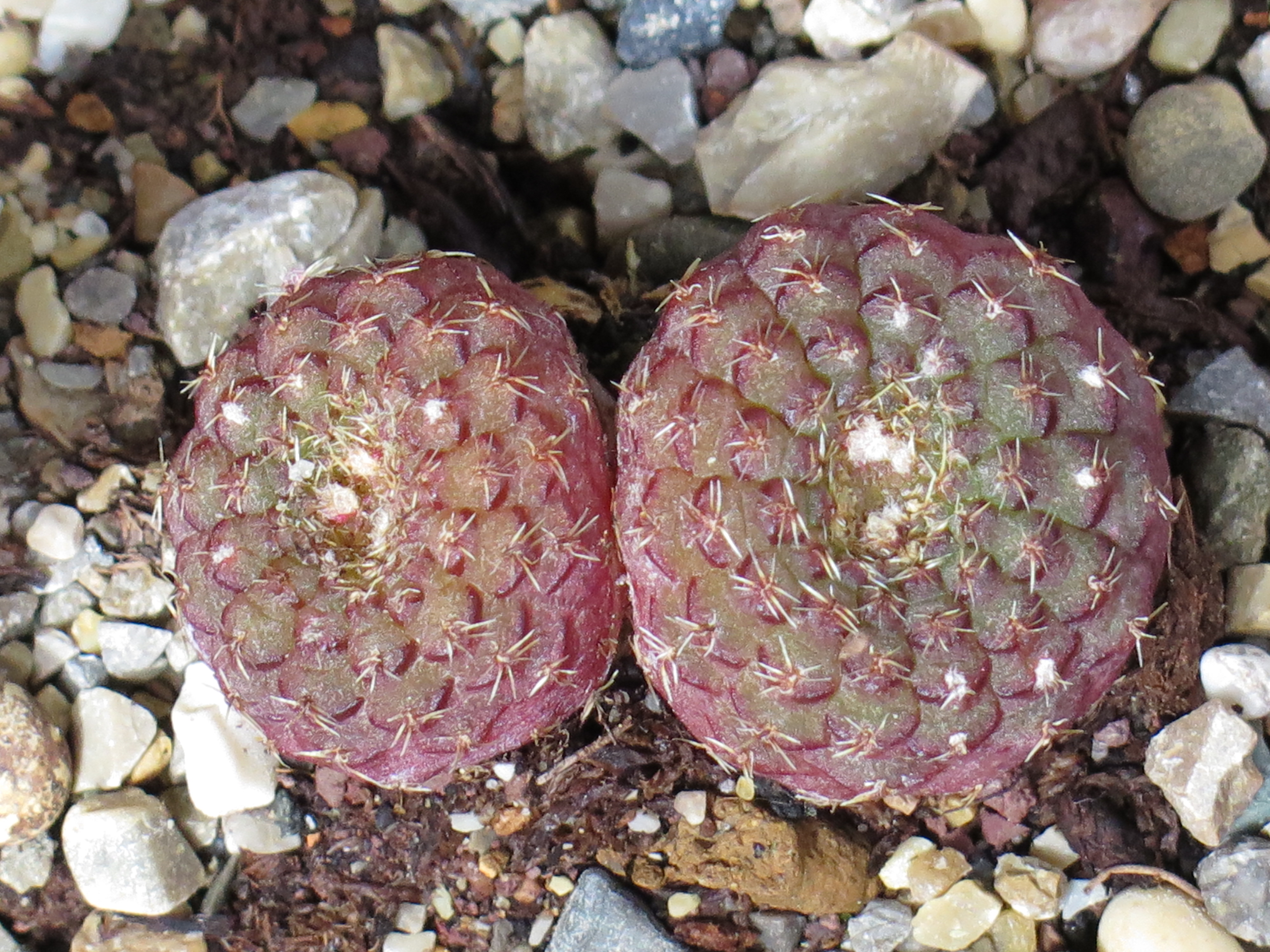
Frailea cataphracta